# Poo-uli
Poo-uli (Melamprosops phaeosoma) är en fågel i familjen finkar inom ordningen tättingar.

## Tidigare förekomst och utdöende
Fågeln var endemisk för ön Maui där den förekommer i skogarna på vulkanen Haleakalas  nordöstsluttning på 2 000 meters höjd. Den upptäcktes först 1973 av studenter vid University of Hawaii under Hana Rainforest Project. Sedan 2018 betraktas den som utdöd. Under åren 2003-2004 observerades endast två individer, vilket var de senaste observationerna. Populationen har stadigt minskat sedan den upptäcktes på 1970-talet, vilket antas bero på att fågelns huvudsakliga föda, trädlevande sniglar, har minskat i antal. Vidare har habitatet krympt och predationstrycket ökat genom introducerade djur som katt, råtta, gris och javanesisk mungo.

## Systematik
Poo-ulin placeras som enda art i släktet Melamprosops. Arten tillhör en grupp med fåglar som kallas hawaiifinkar. Länge behandlades de som en egen familj. Genetiska studier visar dock att de trots ibland mycket avvikande utseende är en del av familjen finkar, närmast släkt med rosenfinkarna. Arternas ibland avvikande morfologi är en anpassning till olika ekologiska nischer i Hawaiiöarna, där andra småfåglar i stort sett saknas helt. 
Genetiska studier visar att poo-ulin utgör en systerart till alla andra hawaiifinkar. Dess utvecklingslinje tros ha skilts från övriga hawaiifinkar under sen miocen, för cirka 5,7-5,8 miljoner år sedan (och är därmed bara något yngre än hawaiifinkarna som grupp, som bildades för 7,2 miljoner år sedan). Vid denna tidpunkt fanns inte Maui än som ö, vilket tyder på att poo-ulin måste ha utvecklats på någon av de äldre öarna och därefter spridit sig till Maui, för att senare dö ut annorstädes.

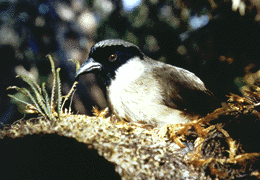
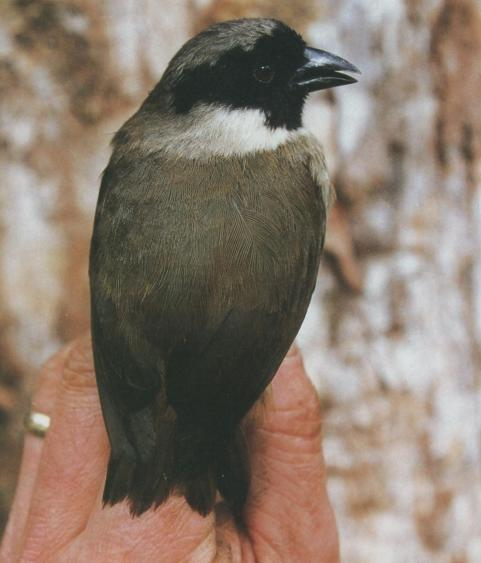